# スメタナ (小惑星)
スメタナ (2047 Smetana) は、小惑星帯の中でも特に内側の軌道に位置する小惑星。チェコスロバキア（当時）出身の天文学者ルボシュ・コホーテクがハンブルク天文台で発見した。
チェコの作曲家ベドルジハ・スメタナに因んで命名された。